# Суднопідіймач

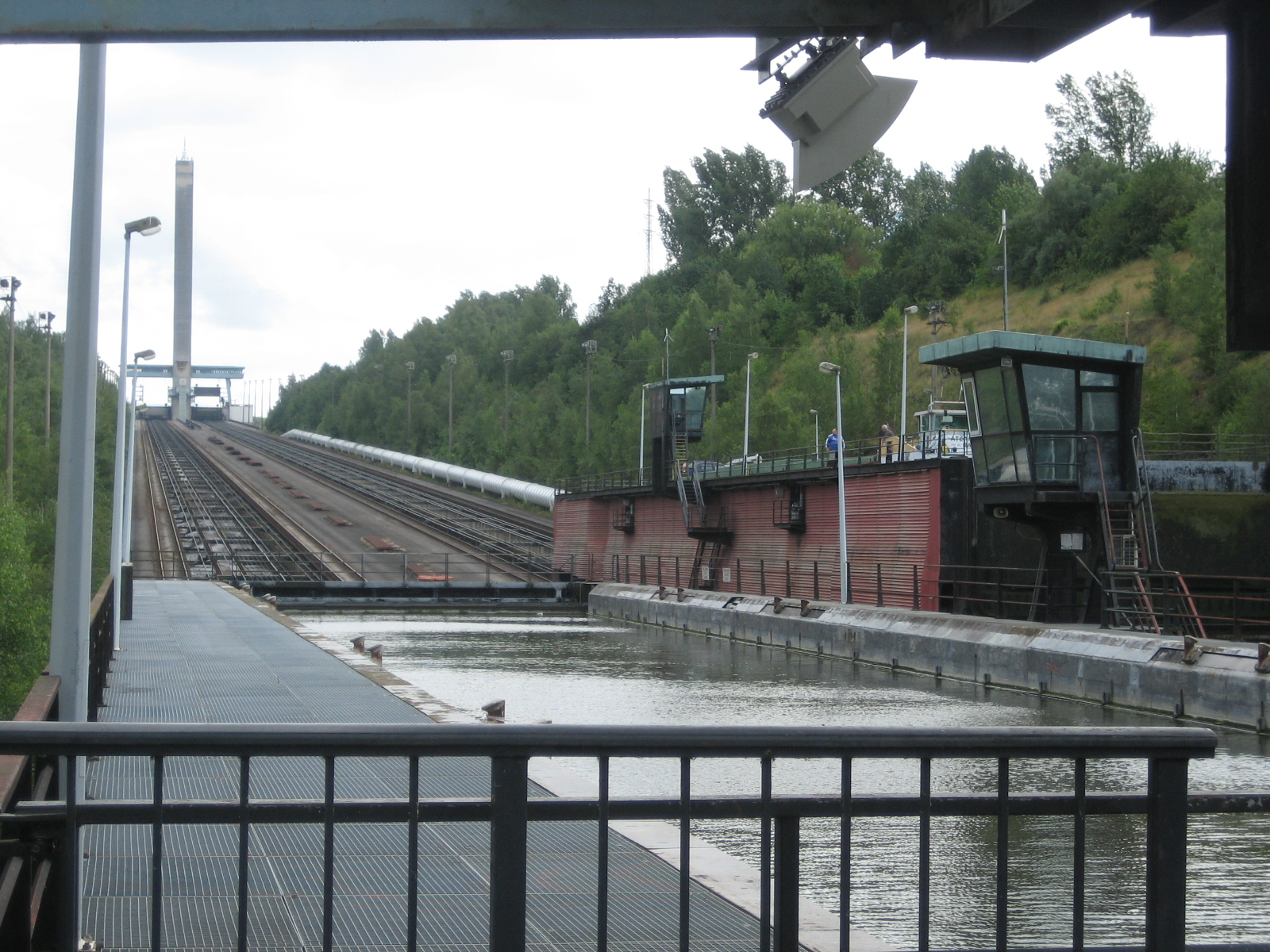
Суднопідіймач на каналі Брюссель — Шарлеруа біля Ронкьєр, Бельгія

Суднопідійма́ч — інженерна споруда, призначена для переміщення суден з одного рівня води на інший, тобто для подолання перепаду рівнів води на водних шляхах. Використовуються на каналах й для перепускання суден через греблі гідроелектростанцій.
У суднопідіймачах судно, як правило, переміщується на плаву, у наповненій водою рухомій камері, обладнаній затворами для введення й виведення суден. Камера рухається по рейковій колії, зазвичай за допомогою механічної або електричної тяги. Існують також суднопідіймачі, які підіймають судна без води, на спеціальних опорах.
Використовуються у місцях, де використання шлюзів з тієї чи іншої причини є неможливим або є менш вигідним.

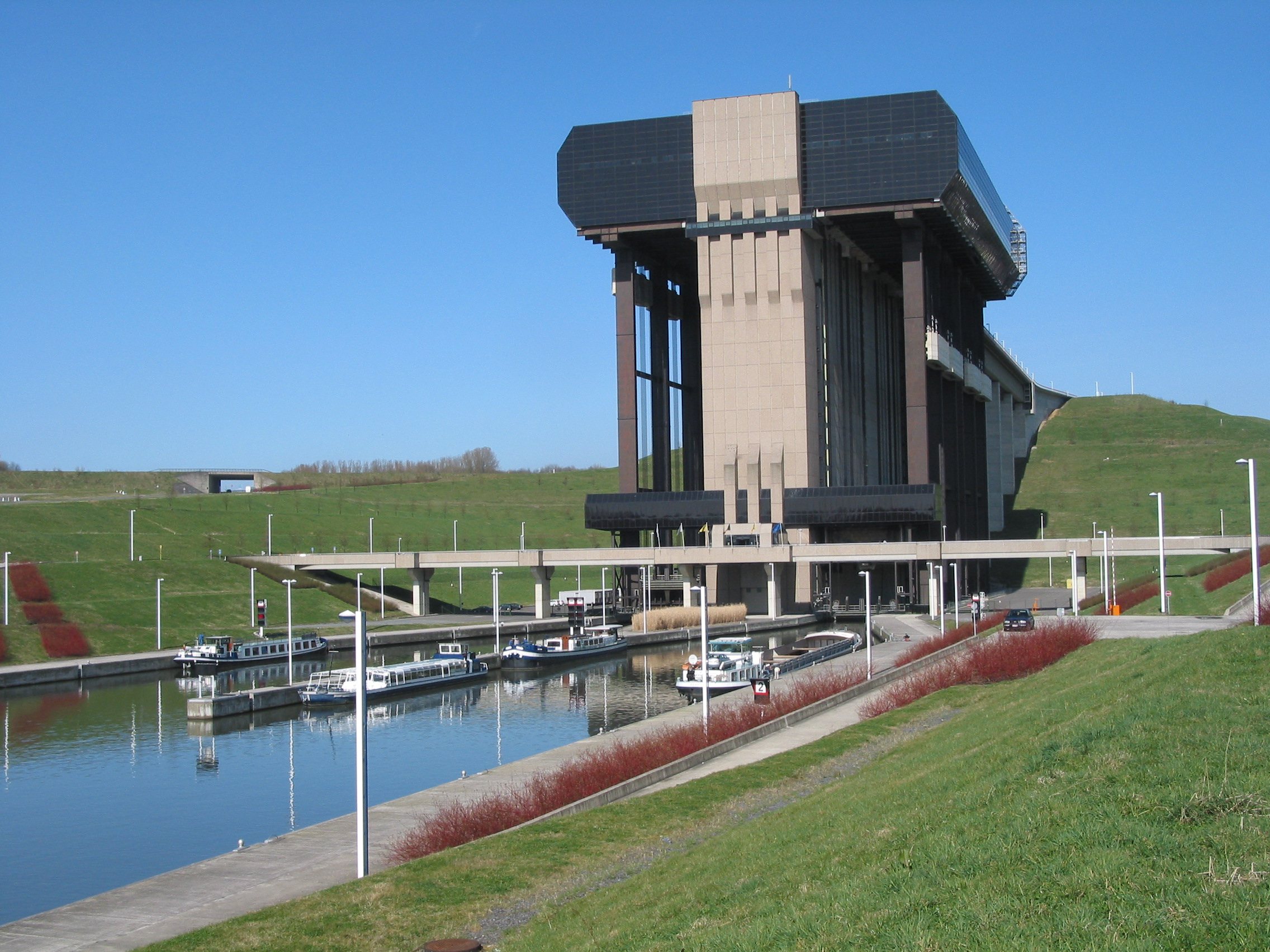
Парний вертикальний суднопідіймач Стрепі-Тьйо на Центральному каналі в Бельгії

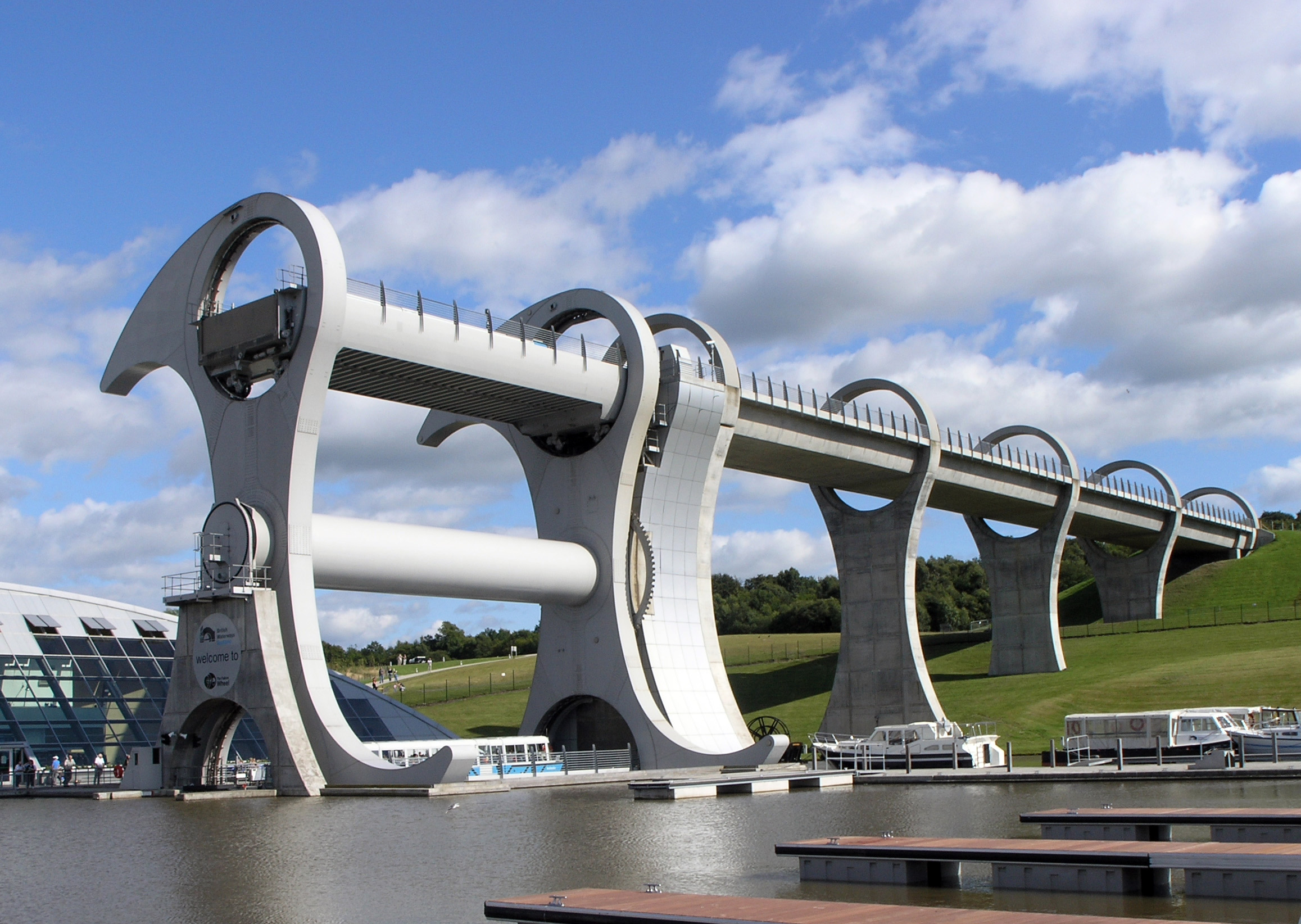
Обертовий суднопідіймач Фолкеркське колесо, Шотландія

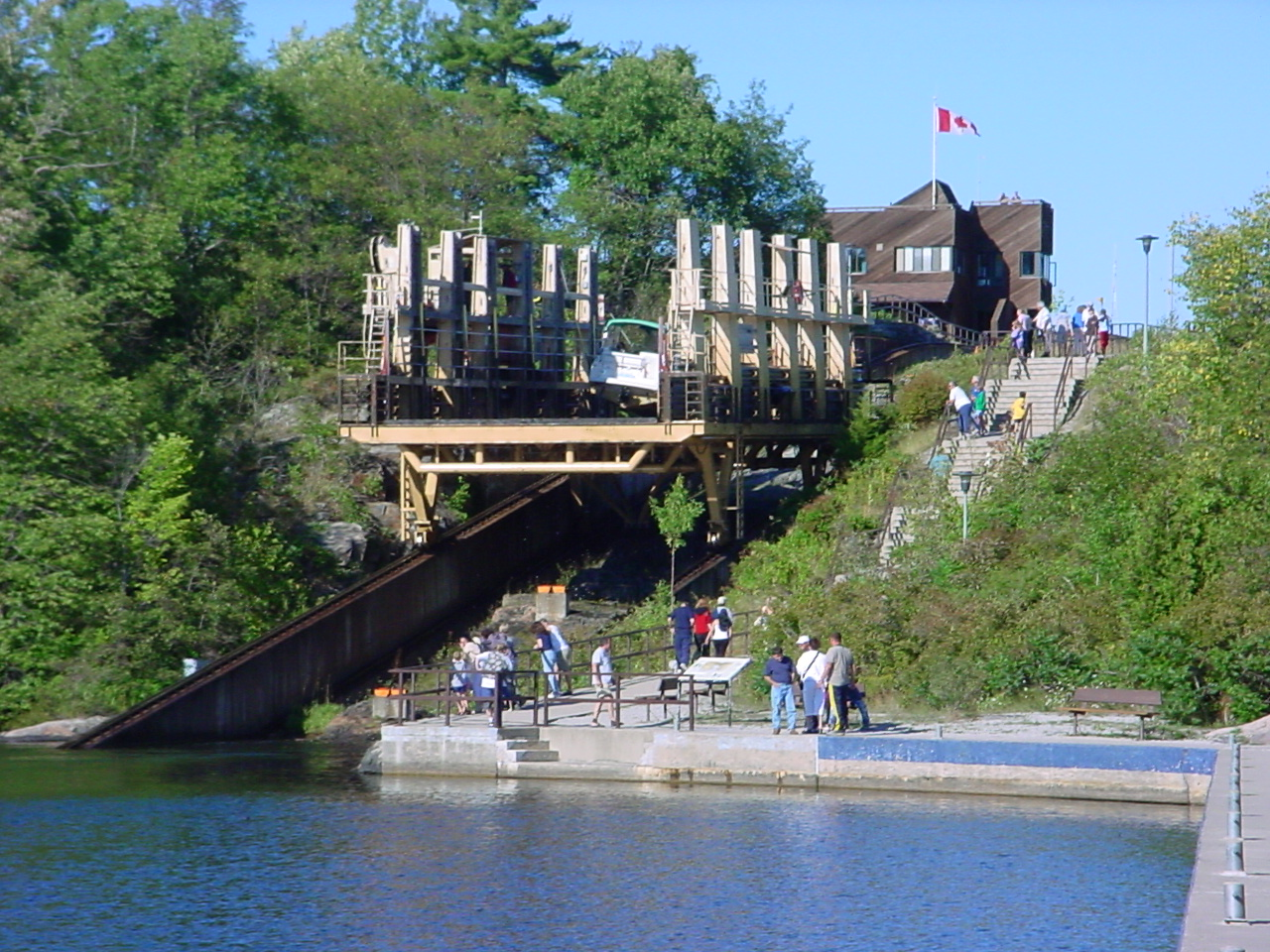
Суднопідіймач, що підіймає судна без води, на спеціальній опорі. Канал Трент — Северн, Канада

## Історія

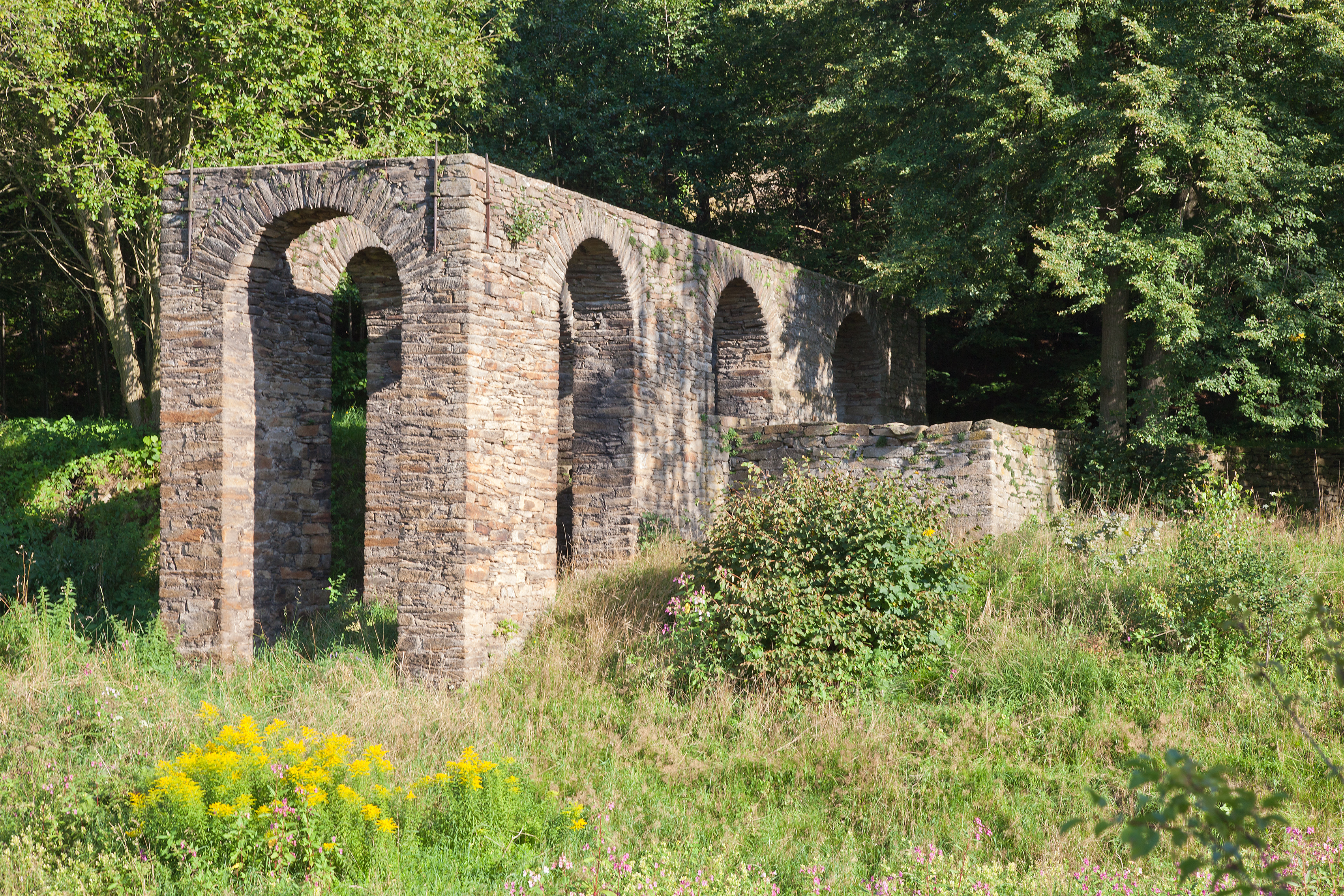
Залишки підіймача човнів кінця XVIII — початку ХІХ століть на каналі біля міста Хальсбрюке, Німеччина.

Перші невеликі суднопідіймачі відомі в Англії й Німеччині щонайменше з кінця XVIII століття на окремих тогочасних каналах. Так, можливо першим суднопідіймачем був підіймач човнів (нім. Kahnhebehaus) на каналі біля міста Хальсбрюке у Саксонії. Цей підіймач використовувався для підйому невеличких вантажних човнів завдовжки 7 м і вагою 2,5 т з однієї ланки каналу на іншу і був в експлуатації з 1789 по 1868 рік. Залишки цього підіймача і фрагмент каналу збереглися, 1988 року на підіймачі було проведено реставраційні роботи.
На зламі XVIII і XIX століть суднопідіймачами займався англійський інженер Дж. Грін (англ. James Green) (1781–1849). У період з 1796 по 1830 роки в Англії було збудовано 5 експериментальних суднопідіймачів. Дж. Грін приписував винаходження суднопідіймачів Дж. Андерсону (англ. James Anderson). У одній з книжок Еразма Дарвіна, виданій у 1777–1778 роках міститься проект каналу з суднопідіймачем.
1786 року було розпочато роботи з будівництва каналу Дорсет — Сомерсет (англ. Dorset and Somerset Canal), на якому мав бути використаний суднопідіймач, однак канал не був добудований. 1835 року було відкрито Великий західний канал (англ. Grand Western Canal) між містами Тонтон і Тівертон, на якому було споруджено підіймач для невеликих вантажних човнів. Цей підіймач вважається першим неекспериментальним суднопідіймачем у Британії.
1904 року було збудовано великий Пітерборський суднопідіймач у Канаді.
Великий нахилений суднопідіймач було збудовано 1969 року у Бельгії на каналі Брюссель — Шарлеруа біля села Ронкьєр, розрахований на судна вантажопідйомністю 1350 т і подолання напору 70 м (за іншими даними — 67,73 м). 1975 року в СРСР на Красноярському гідровузлі було завершено будівництво великого нахиленого суднопідіймача, обладнаного самохідною судновозною камерою і поворотним пристроєм, призначений для піднімання і опускання суден вантажопідйомністю до 2000 т при напорі 101 м.
В Китаї на ГЕС Три ущелини планується збудувати суднопідіймач вантажопідйомністю 3000 т при напорі 179 м, тобто він має стати найвищим суднопідіймачем у світі.

## Класифікація

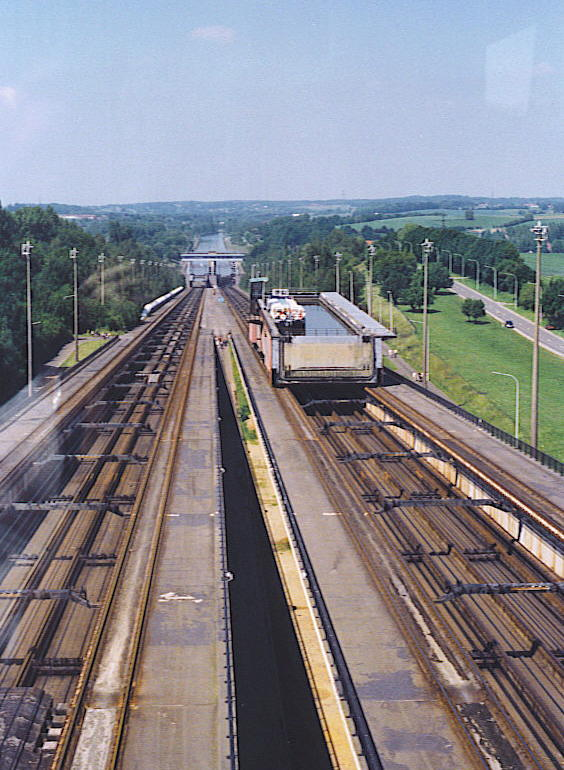
Нахилений поздовжній суднопідіймач на каналі Брюссель — Шарлеруа біля Ронкьєр, Бельгія

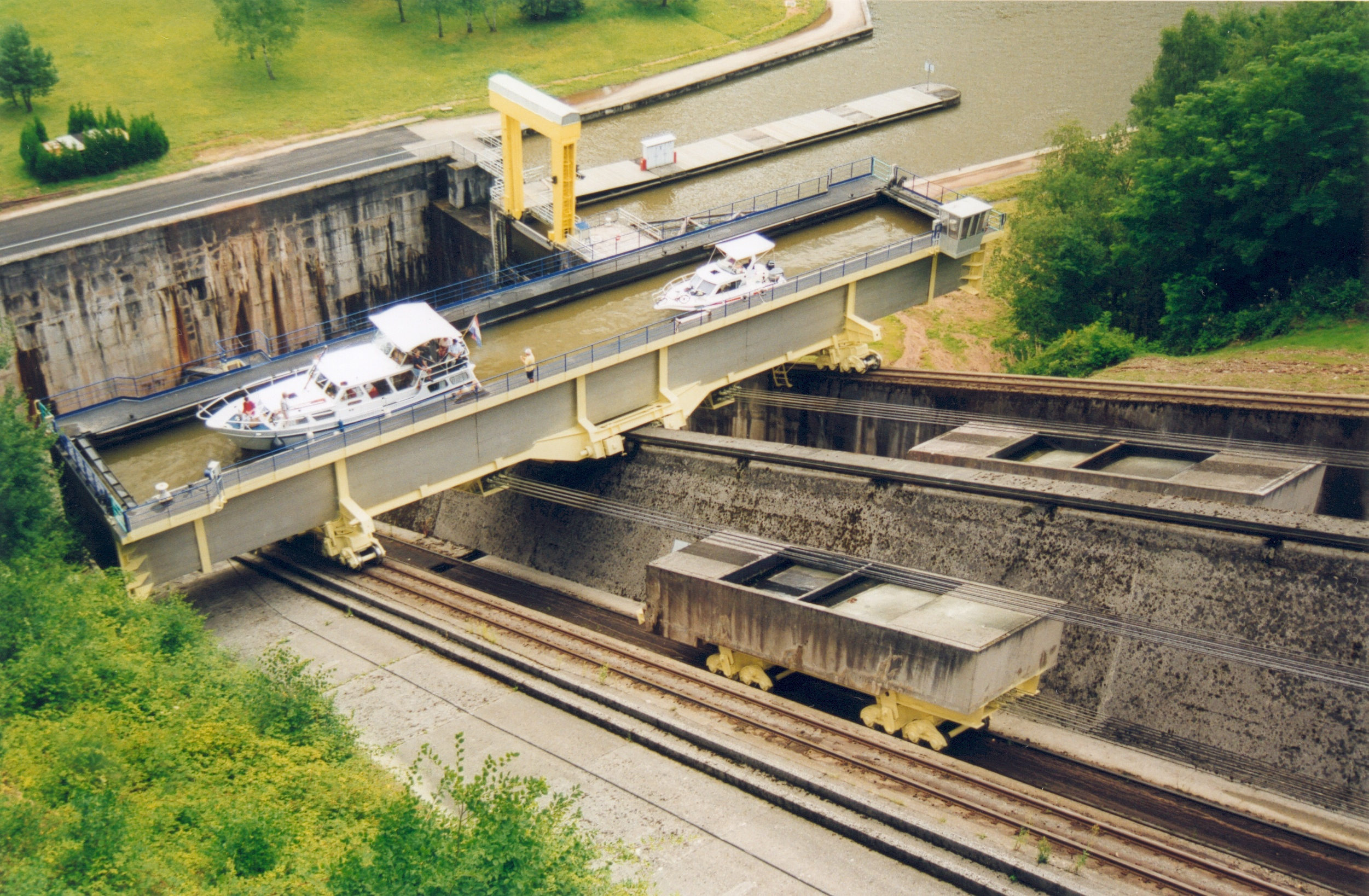
Нахилений поперечний суднопідіймач Сен-Луї — Арзвіллер на каналі Марна — Рейн, Франція

За принципом роботи суднопідіймачі поділяються на нахилені, вертикальні і обертові.

### Нахилені суднопідіймачі
Нахилені суднопідіймачі бувають поздовжні і поперечні. У поздовжніх суднопідіймачах судно у підіймальній камері розташовується вздовж напрямку руху, у поперечних — перпендикулярно йому. Вони також бувають односхилі і двосхилі. Двосхилі це коли камера з судном спочатку підіймається, а потім опускається. На останніх використовується поворотний пристрій для переведення судна через вододіл або гребінь греблі. Прикладом може слугувати нахилений суднопідіймач гідровузла Красноярської ГЕС (Російська Федерація).
Див. також: Похилий шлюз в Монтеш.

### Вертикальні суднопідіймачі
Вертикальні суднопідіймачі за принципом дії бувають механічні (з противагами), плунжерні (з гідравлічними пресами) і поплавкові. Найбільш розповсюдженими є механічні суднопідіймачі.

### Обертові суднопідіймачі
Єдиним в світі обертовим суднопідіймачем є Фолкеркське колесо, що сполучає канали Форт — Клайд і Юніон у Шотландії. Суднопідіймач було введено в дію 2002 року.